# Stazione di Sesto Cremonese
Stazione di Sesto Cremonese 1956-ban bezárt vasútállomás Olaszországban, Lombardia régióban, Sesto ed Uniti településen.

## Vasútvonalak
Az állomást az alábbi vasútvonalak érintették:
- Cremona-Iseo-vasútvonal

## Kapcsolódó állomások
A vasútállomáshoz az alábbi állomások vannak a legközelebb:
- Cava Tigozzi-Spinadesco railway halt (Cremona-Iseo-vasútvonal, délkelet)
- Fengo railway halt (Cremona-Iseo-vasútvonal, északnyugat)